# Бартоломео Булгарини
Бартоломео Булгарини (итал. Bartolomeo Bulgarini; 1300 (или 1310), Сиена, Тоскана — 1378, Сиена) — итальянский художник, сиенская школа.
О Бартоломео Булгарини упоминает в своих «Жизнеописаниях наиболее известных живописцев» Джорджо Вазари. Он сообщает, что Бартоломео был учеником Пьетро Лоренцетти, и даже написал портрет своего учителя, который ранее хранился в Сиене. Длительное время считалось, что работы Бартоломео Булгарини не сохранились. Однако этот художник был «открыт заново».
Его «открыватель», знаменитый знаток итальянского искусства Бернард Беренсон, сначала определил круг стилистически близких картин, однако не зная имени автора, придумал для него условное имя «Уголино Лоренцетти» из-за близости этих картин как к манере Уголино ди Нерио, так и к манере Пьетро Лоренцетти. Другая группа картин, частично совпадающая с той, что определил Беренсон, уже другим исследователем, Девальдом, была приписана руке анонимного мастера, которого он назвал «Мастер Овиле» (итал. Maestro d'Ovile) по картине, находившейся в сиенской церкви Сан Пьетро а Овиле. В 1936 году Миллард Мисс идентифицировал авторство обеих групп картин с фигурой Бартоломео Булгарини.
Не существует ни одного подписанного Бартоломео Булгарини произведения.
В инвентарных описях сиенского собора, сделанных в 1591 и 1594 годах, художника по имени Булгарини называют автором картины «Рождество», которая украшала алтарь св. Виктора (у каждого из четырех святых-покровителей Сиены есть свой отдельный алтарь в соборе, и алтарь св. Виктора один из них). Среди авторов, писавших картины для этих алтарей, можно назвать таких первоклассных художников как Симоне Мартини и Липпо Мемми («Благовещение» — ныне в галерее Уффици, Флоренция), Пьетро Лоренцетти («Рождество Марии» — Сиена, собор), и его брата Амброджо Лоренцетти. В описях указывается, что Алтарь св. Виктора был заказан Бартоломео в 1351 году. Со временем специалисты сошлись во мнении, что «Рождество», указанное в инвентарной описи XVI века — это картина «Поклонение пастухов», которая хранится в Гарварде, в Художественном музее Фогг, и датируется приблизительно 1350 годом. Картина серьёзно пострадала в своё время от грубых подновлений и отпиливания краев. В этом произведении можно видеть искусный баланс между двухмерной плоскосностью, характерной для сиенской живописи XIV века, и иллюзорной глубиной пространства картины, созданной с помощью двух тонких колонн. Картина была центральной панелью триптиха (две боковые части с изображениями святых — возможно «Св. Виктор» и «Св. Корона» из Государственного музея, Копенгаген; сохранившиеся панели пределлы, предположительно «Распятие» из Лувра, Париж, и «Ослепление св. Виктора», Штеделевский институт, Франкфурт). Именно «Поклонение пастухов» послужило отправной точкой для реконструкции творчества художника.
О жизни Бартоломео известно очень мало. Согласно документам он был сыном «Миссера Булгариньо» (во всяком случае, исследователи связывают их имена) Болгарино ди Симоне Булгарини — аристократа, занимавшего несколько важных должностей в Сиенской коммуне. Некоторые исследователи в связи с этим считали, что Бартоломео занимался живописью, как и подобает аристократу, для развлечения. Однако документы свидетельствуют, что искусство было его основным занятием, и за свою работу он получал плату. Не сохранилось никаких сведений о его обучении в какой-либо живописной мастерской. Из анализа его произведений следует, что первоначально он мог быть учеником Уголино ди Нерио, но в дальнейшем попал под влияние работ Пьетро Лоренцетти и Симоне Мартини.
В сиенских и флорентийских архивных документах Бартоломео упоминается несколько раз с 1338 по 1378 год. Первое упоминание связано с росписью таволетта для Биккерны — сиенского казначейства. В 1345 году его имя появляется в связи с незначительными работами, но в 1348 году он упоминается уже как известный мастер — в заказе, поступившем из церкви Сан-Джованни-Фуорчивитас в Пистойе, Булгарини именуют одним из двух лучших мастеров Сиены (наряду с Якопо ди Мино дель Пеличчайо и флорентийцами — Таддео Гадди, Стефано Фьорентино и Андреа Орканьей). В дальнейшем художник получает несколько важных заказов не только из Сиены, но из Флоренции и других городов Тосканы. Так в 1349 году, он пишет фрески в Порта Камоллиа (городские ворота Сиены); эти фрески не сохранились. В 1363 году имя Бартоломео Булгарини появляется в списке гильдии сиенских художников (Ruolo dei pittori Sinesi). К 1369 году относится документ, в котором некий Master Bartholomeus de Senis упоминается среди живописцев, работавших в том году в Ватикане (исследователи однозначно связывают это имя с Булгарини); причем в документе указывается, что художнику платили по 16 сольди в день — это следствие очень выгодного контракта, только нескольким из 24 художников, привлеченных к работам в Ватикане, папа Урбан V платил такие большие суммы. Запись от 1370 года сообщает, что мастер вместе со своей супругой вступает в братство при сиенском госпитале Санта-Мария делла Скала, который был не столько госпиталем в современном понимании, сколько благотворительной организацией, приютом для страждущих и интернатом для брошенных детей. Братству Санта-Мария делла Скала он пожертвовал всё своё имущество. С этого момента и до конца жизни он именовался Фрате Бартоломео (брат Бартоломео), был постоянно связан с этим богоугодным сиенским общественным институтом и за все эти годы для Санта-Мария делла Скала он расписал пять алтарей (английская исследовательница Дайана Норман считает, что таким образом госпиталь решил проблему финансирования живописных работ). Он умер 4 сентября 1378 года оставив незаконченной роспись очередного алтаря, завершение которого было поручено другому художнику.
По всей вероятности, после эпидемии чумы 1348 года Бартоломео Булгарини возглавлял крупнейшую в Сиене художественную мастерскую, в которой выполнялись работы многих известных сиенских мастеров. Булгарини создавал картины не только для сиенских учреждений — собора или госпиталя Санта-Мария делла Скала (для которого он написал пять произведений), но работал также во Флоренции, Сан-Джиминьяно, Пиенце, Гроссето и Лукке. Сегодня его кисти приписывается довольно обширный круг произведений, среди которых есть сохранившиеся полностью полиптихи и триптихи: один из самых ранних «Триптих из Фольяно» (1335—1340гг; 91,5х143 см; Сиена, Пинакотека); «Алтарь Ковони» (ок. 1340 г. 121x181cm; Музей ц. Санта Кроче, Флоренция; исследователи считают, что это тот алтарь из ц. Санта Кроче, о котором упоминает Вазари в жизнеописании Булгарини), «Полиптих Бернсона» (кон.1340-х гг.; Вилла Татти, Флоренция); «Алтарь Сестано» (до 1350 г.; Сиена, Пинакотека), полиптих «Мадонна с младенцем и святыми» (Частное собрание, Сан Джиминьяно), триптих «Мадонна с младенцем и святыми» (ок. 1369г, Санта Мария Маджоре, Тиволи).
Сохранились и отдельные части разобранных алтарей, которые хранятся в лучших собраниях мира — вашингтонской Национальной галерее (Св. Екатерина Александрийская, ок. 1335 г.), парижском Лувре (Распятие ок.1350 г.), санкт-петербургском Эрмитаже (Распятие, после 1330 г.), нью-йоркском музее Метрополитен (Св. Матфей и Фома, ок. 1350 г.), сиенской Пинакотеке (Вознесение Марии; ; Мадонна с младенцем, № 76, ок. 1355 г. и Мадонна с младенцем № 80, 1359—1360 гг. — все эти работы представляют собой центральные панели от алтарей, выполненных для Санта-Мария делла Скала), в собраниях Германии — кёльнском музее Вальрафа Рихартца (Мадонна с младенцем на троне, ок.1350 г; Св. Петр, ок. 1350 г.; Св. Матфей ок. 1350г; Св. Франциск), а также в Берлине и Франкфурте на Майне; в Христианском музее венгерского города Эстергом (Моисей, ок. 1350 г. и Пророк Даниил, ок. 1350 г.), в крупнейших частных собраниях — Кресса (Мадонна с младенцем) и Тиссена-Борнемиса (Мадонна с младенцем, четырьмя ангелами и святыми-мучениками), а также в церквях Тосканы
- Триптих из Фольяно. ок. 1335г. Сиена, Пинакотека.
- Полиптих Бернсона. 1340-е. Вилла Татти, Флоренцция.
- Алтарь Сестано. до 1350г. Сиена, Пинакотека.
- Алтарь "Мадонна смладенцем и святыми", Частное собрание.

## Уголино Лоренцетти
Уголино Лоренцетти — вымышленное имя художника. В действительности художника по имени Уголино Лоренцетти не существовало. Это имя придумал известный искусствовед Бернард Беренсон для обозначения круга произведений живописи, стилистически близких манере как Уголино ди Нерио, так и Пьетро Лоренцетти. Сегодня установлено, что все эти картины принадлежат кисти Бартоломео Булгарини.

## Работы художника
- На aiwaz.net